# Sapròfit

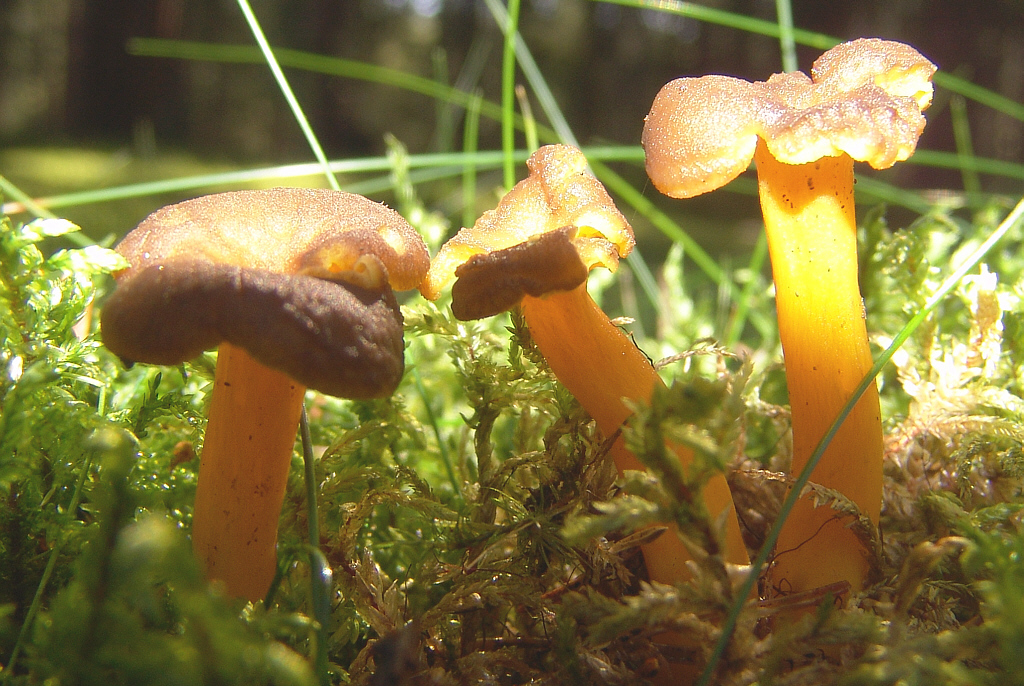
Els camagrocs, com molts altres fongs, però no pas tots, són sapròfits

Un sapròfit és un animal, vegetal o microorganisme que obté els nutrients que necessita de la matèria orgànica vegetal o animal que està morta o en procés de descomposició. El sapròfit obté els nutrients absorbint els components orgànics solubles. La paraula prové del grec antic σαπρος, saprós, «podrit» i φυτος fitos, «planta». El terme data de l'època quan els fongs, que formen una gran majoria dels sapròfits, encara eren considerades com a plantes. Es fa servir el terme genèric «saprobi» o «saprobiosi» per indicar qualsevol organisme que viu de matèria morta.
Es parla de «sapròfit obligat» o «holosapròfit», quan és l'única manera d'alimentar-se. En canvi, quan en certes ocasions, arriba a prescindir d'aquesta matèria orgànica se'n diu «sapròfit facultatiu» o «hemisapròfit», com per exemple el fong de la plaga de les peres Venturia pirina. El sistema de vegades és més complex: així algunes orquídies i altres plantes que no tenen cloròfil·la fan servir un fong simbiòtic intermediari per extreure els aliments que necessiten, com ara la Neottia nidus-avis.
Els sapròfits tenen un paper útil en la cadena tròfica com que «netegen» el medi ambient per la descomposició de material orgànic mort. Poden ser nocius, del punt de vista humà, quan fan malbé matèria orgànica utilitzada com a primera matèria com ara fusta, cuir, tèxtil o aliments. Certs sapròfit secreten substàncies metzinoses.
Pel fet que els holosapròfits no es poden alimentar per ells mateixos es considera que són un tipus d'heteròtrofs. Entre ells es troben els fongs (que no siguin paràsits, comensals, mutualistes o simbiòtics), bacteris, i protozous. Els animals carronyers, com els escarabats piloters, voltors i unes poques plantes no fotosintètiques poc corrents normalment se'n diuen detritívores.